# Die Rübe

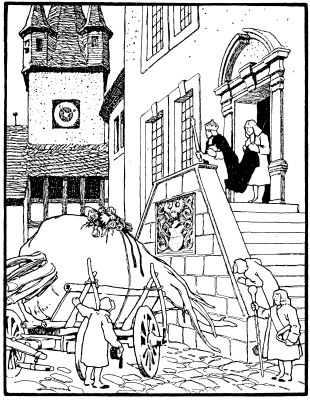
Illustration von Otto Ubbelohde, 1909

Die Rübe ist ein Schwank (ATU 1689A, 1535). Er steht in den Kinder- und Hausmärchen der Brüder Grimm an Stelle 146 (KHM 146) und basiert auf einer verlorenen Handschrift aus dem 14. Jahrhundert namens Raparius.

## Inhalt
Ein armer Soldat wird Bauer und erntet eine riesige Rübe, die er dem König schenkt, wofür er reich belohnt wird. Da bringt sein reicher Bruder dem König Gold und Pferde, aber erhält nur die Rübe zurück. Er lockt seinen Bruder unter Vorwand eines Schatzes hinaus, wo ihn Mörder ergreifen und mit einem Sack über dem Kopf an einen Baum hängen, wobei nahendes Pferdegetrappel sie vertreibt. Es ist ein Schüler, den der Bauer von oben anspricht, er hänge im Sack der Weisheit, wo er alles lerne. Der Schüler will das auch und darf ihn schließlich herab- und sich selbst hochziehen lassen. Der Bauer nimmt des Schülers Pferd, schickt aber jemand, der ihn befreit.

## Herkunft

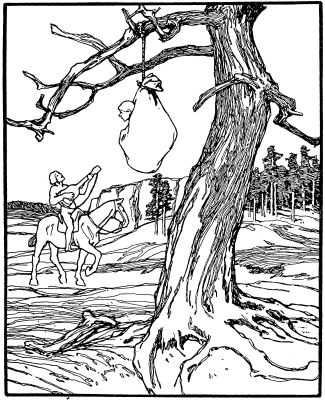
Illustration von Otto Ubbelohde, 1909

Grimms Anmerkung erklärt die Herkunft „aus einem lateinischen Gedicht des Mittelalters“, das „392 Zeilen in elegischem Versmaß enthält und Raparius überschrieben ist“ (erhalten ist Jacob Grimms Abschrift von 1814) und vermutet mündliche Volkssage, vielleicht aus dem Elsass, da Fischarts „Ehzuchtbüchlein“, ein „Volksbuch von dem lügenhaften Aufschneider“ und ein „Lustspiel in straßburgischer Mundart der Pfingstmonat“ solche Rüben für Straßburg erwähnen. Weiter vergleichen Grimms eine Tierfabel, wo der Fuchs den Wolf reinlegt, Straparolas Nr. 61, Scarpafico und Cassandrino, zitieren „Runacapituli 141. 144“ und nennen noch Kölle Nr. 10.
Sie übersetzten „hic tantum veras noveris esse scolas“ passend als „dagegen sind alle Schulen ein Wind“, eine im Mittelhochdeutschen beliebte Metapher für Nichtigkeit.

## Interpretation
Der Gehenkte versteht „die Gestirne und Himmelszeichen“ (vgl. Weish 7,17 ). Edzard Storck nennt noch Jer 4,3 , Lk 19,11 , Lk 12,34 , Lk 8,5  und versteht den Gegensatz der Brüder, von Rübe und Kopf als Von-unten-nach-oben- und Von-oben-nach-unten-Denken, urbildendes Leben und verstandesmäßig Begriffenes, die sich im Menschen vereinen sollen.
Vgl. KHM 94 Die kluge Bauerntochter, KHM 112 Der Dreschflegel vom Himmel.